# Variété de Whitehead

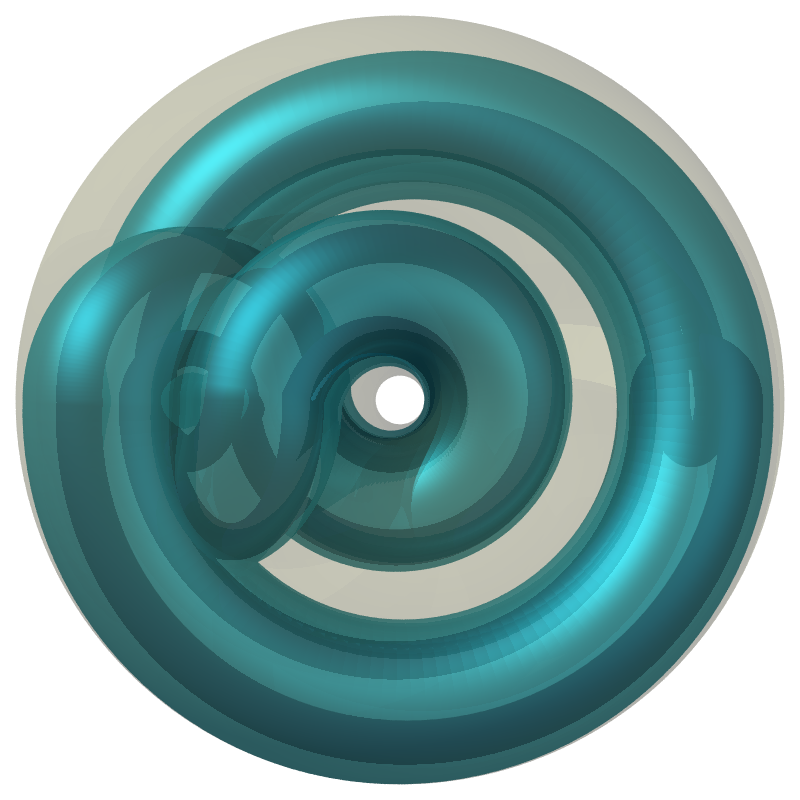
Trois premiers tores de la construction de la variété de Whitehead

En mathématiques, la variété de Whitehead est une 3-variété ouverte contractile, mais non homéomorphe à {\displaystyle \mathbb {R} ^{3}} . J. H. C.  Whitehead (1935) a découvert cet objet déroutant alors qu'il tentait de prouver la conjecture de Poincaré, corrigeant une erreur dans un de ses précédents articles (Whitehead (1934)) dans lequel il affirmait à tort qu'il n'en existait pas. 
Une variété contractile est une variété qui peut être réduite en un point situé à l'intérieur de la variété elle-même. Par exemple, une boule ouverte est une variété contractible. Toutes les variétés homéomorphes de la balle sont également contractiles. On peut se demander si toutes les variétés contractiles sont homéomorphes à une balle. Pour les dimensions 1 et 2, la réponse est classique et c'est "oui". En dimension 2, il découle, par exemple, du théorème de mappage de Riemann. La dimension 3 présente le premier contre-exemple : la variété Whitehead. 

## Construction
Prenez une copie de {\displaystyle S^{3}}. Prenez un tore solide (plein) compact sans nœud {\displaystyle T_{1}} dans la sphère. Le complément fermé de  {\displaystyle T_{1}}est un autre tore.

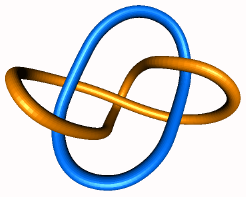
Un lien épaissi de Whitehead. Dans la construction de la variété Whitehead, le tore bleu (non torsadé) est un voisinage tubulaire de la courbe méridienne de et le tore orange est. Tout doit être contenu dans.

Prenez maintenant un second tore solide {\displaystyle T_{2}} dans {\displaystyle T_{1}} tel que {\displaystyle T_{2}} et un voisinage tubulaire de la courbe méridienne de {\displaystyle T_{1}}est un lien Whitehead épaissi.

Maintenant, construisez {\displaystyle T_{3}} dans {\displaystyle T_{2}} de la même manière que {\displaystyle T_{2}} a été construit dans {\displaystyle T_{1}}, et ainsi de suite indéfiniment. définissez W, le continuum de Whitehead , comme étant {\displaystyle W=T_{\infty }}, ou plus précisément l'intersection de tous les {\displaystyle T_{k}} pour {\displaystyle k=1,2,3,\dots }.
La variété de Withehead est définie comme {\displaystyle X=S^{3}\setminus W}, ce qui est une variété non compacte dans frontières. 
Remarque : analyse impliquant les résultats de Morton Brown  montre que {\displaystyle X\times \mathbb {R} \cong \mathbb {R} ^{4}}. Cependant, X n'est pas homéomorphique à {\displaystyle \mathbb {R} ^{3}}. Cela vient du fait qu'elle ne soit pas simplement liée à l'infini.
La compactification en un point de X est l'espace {\displaystyle S^{3}/W} (avec W contracté en un point). Ce n'est pas une variété. Cependant, {\displaystyle (\mathbb {R} ^{3}/W)\times \mathbb {R} } est homéomorphe à {\displaystyle \mathbb {R} ^{4}} . 
David Gabai a montré que X est l’union de deux copies de {\displaystyle \mathbb {R} ^{3}} dont l'intersection est aussi homéomorphe à {\displaystyle \mathbb {R} ^{3}} . 

## Espaces connexes
D'autres exemples de 3-variétés ouvertes et contractiles peuvent être construites en procédant de manière similaire et en choisissant différentes inclusions de {\displaystyle T_{i+1}} dans {\displaystyle T_{i}} durant le processus itératif. Chaque inclusion doit être un tore solide sans nœud dans la 3-sphère. La propriété essentielle est que la méridienne de  {\displaystyle T_{i}} doit être nulle-homotopique dans le complément de {\displaystyle T_{i+1}}, et en supplément, la longitude de {\displaystyle T_{i+1}} ne doit pa être nulle-homotopique dans {\displaystyle T_{i}\setminus T_{i+1}}. Une autre variation est de choisir plusieurs sous-tores ià chaque étape au lieu d'en choisir un seul.   